# Lubachów
Lubachów (niem. Breitenhain) – wieś w Polsce położona w województwie dolnośląskim, w powiecie świdnickim, w gminie Świdnica.
We wsi był przystanek kolejowy Lubachów.

## Podział administracyjny
W latach 1975–1998 miejscowość administracyjnie należała do województwa wałbrzyskiego.

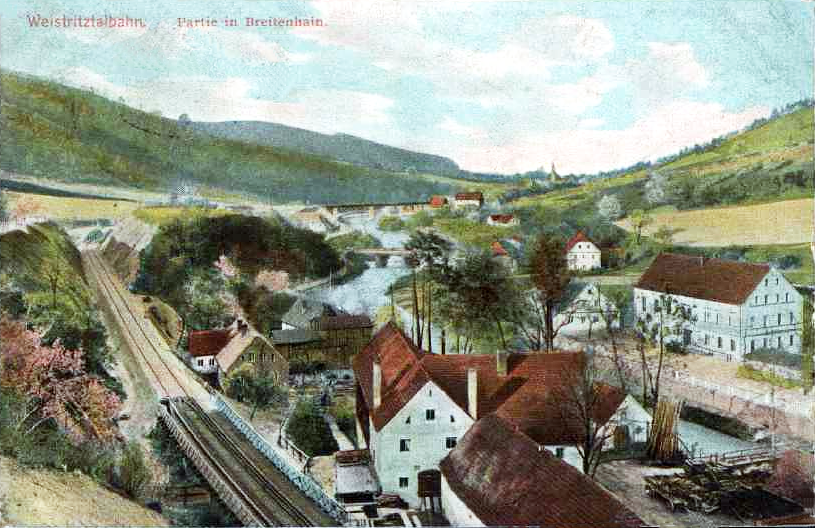
Lubachów i tzw. Kolej Bystrzycka na pocztówce z 1909 r.

## Położenie
Graniczy z Bystrzycą Górną oraz Zagórzem Śląskim. Niedaleko wsi znajduje się zapora chroniąca przed powodzią nie tylko Lubachów, ale wszystkie miasta i wsie przez które przepływa rzeka Bystrzyca. Okolice Lubachowa porastają bujne lasy.

## Nazwa
W księdze łacińskiej Liber fundationis episcopatus Vratislaviensis (pol. Księga uposażeń biskupstwa wrocławskiego) spisanej za czasów biskupa Henryka z Wierzbna w latach 1295–1305 miejscowość wymieniona jest w zlatynizowanej formie Lubachow.
Obecna nazwa została administracyjnie zatwierdzona 12 listopada 1946.

## Zabytki
Do wojewódzkiego rejestru zabytków wpisane są:
- działająca elektrownia wodna (nr 5a), z lat 1913–1917. W budynku znajdują się trzy hydroturbozespoły z turbinami Francisa firmy J.M. Voith i generatorami firmy Siemens. Do turbin woda dociera ze zbiornika, znajdującym się pod ziemią rurociągiem. Wiele elementów wyposażenia technicznego elektrowni i wiele detali architektonicznych pochodzi z lat 20. XX wieku[9].
- willa – dom spółki poszukiwaczy złota, Lubachów-Złoty Las nr 27 c, z początku XIX w.